# Comuna Smedjebacken
Smedjebacken (Smedjebackens kommun) este o comună din comitatul Dalarnas län, Suedia, cu o populație de 10.691 locuitori (2013).

## Geografie

### Zone urbane
Lista celor mai mari zone urbane din comună (anul 2015) conform Biroului Central de Statistică al Suediei:
| Nr | Zona urbană  | Pop.  |
| -- | ------------ | ----- |
| 1  | Smedjebacken | 5.258 |
| 2  | Söderbärke   | 973   |
| 3  | Hagge        | 297   |
| 4  | Vad          | 291   |
| 5  | Gubbo        | 200   |

## Demografie
| \| Evoluția demografică în comuna Smedjebacken, 1970–2015 \| Evoluția demografică în comuna Smedjebacken, 1970–2015 \| Evoluția demografică în comuna Smedjebacken, 1970–2015 \| Evoluția demografică în comuna Smedjebacken, 1970–2015 \| Evoluția demografică în comuna Smedjebacken, 1970–2015 \| \| ----------------------------------------------------------------------------------------------------- \| ------------------------------------------------------ \| ------------------------------------------------------ \| ------------------------------------------------------ \| ------------------------------------------------------ \| \| An \| \| \| Locuitori \| \| \| 1970 \| 1970 \| \| 13 193 \| 13 193 \| \| 1975 \| 1975 \| \| 13 397 \| 13 397 \| \| 1980 \| 1980 \| \| 13 389 \| 13 389 \| \| 1985 \| 1985 \| \| 13 280 \| 13 280 \| \| 1990 \| 1990 \| \| 13 282 \| 13 282 \| \| 1995 \| 1995 \| \| 12 782 \| 12 782 \| \| 2000 \| 2000 \| \| 11 598 \| 11 598 \| \| 2005 \| 2005 \| \| 10 812 \| 10 812 \| \| 2010 \| 2010 \| \| 10 715 \| 10 715 \| \| 2015 \| 2015 \| \| 10 790 \| 10 790 \| \| Sursa: SCB - Statistika Centralbyrån, Folkmängd efter region, civilstånd, ålder och kön. År 1968–2016 \| \| \| \| \| |      |  |           |        |
| Evoluția demografică în comuna Smedjebacken, 1970–2015 |      |  |           |        |
| An |      |  | Locuitori |        |
| 1970 | 1970 |  | 13 193    | 13 193 |
| 1975 | 1975 |  | 13 397    | 13 397 |
| 1980 | 1980 |  | 13 389    | 13 389 |
| 1985 | 1985 |  | 13 280    | 13 280 |
| 1990 | 1990 |  | 13 282    | 13 282 |
| 1995 | 1995 |  | 12 782    | 12 782 |
| 2000 | 2000 |  | 11 598    | 11 598 |
| 2005 | 2005 |  | 10 812    | 10 812 |
| 2010 | 2010 |  | 10 715    | 10 715 |
| 2015 | 2015 |  | 10 790    | 10 790 |
| Sursa: SCB - Statistika Centralbyrån, Folkmängd efter region, civilstånd, ålder och kön. År 1968–2016 |      |  |           |        |